# 화학적 성질
화학적 성질(化學的性質, 영어: chemical property) 또는 화학적 특성(化學的特性)은 어떤 물질의 화학 반응 도중, 또는 화학 반응이 일어난 후에 명백히 드러나는 성질이며, 그 물질 자체가 바뀌지 않는 이상 변하지 않는다. 간단히 말해서, 화학적 성질은 그 물질을 단순히 보거나 만지는 것만으로는 알 수 없는 것이다. 물질의 화학적 성질을 알기 위해서는 그 화학 구조를 살펴보고, 구조에 변화를 줘봐야 한다. 물질이 화학 반응을 하면, 그 성질이 엄청나게 바뀌며, 화학 변화가 일어나게 된다. 촉매는 화학 반응이 일어날 때 그 반응 속도에 영향을 끼치나 자신은 변하지 않는다. 하지만 촉매 특성도 화학적 성질에 속하지않는다
화학적 성질은 물리적 성질과 대조되는데, 화학적 성질에 반해 물리적 성질은 물질의 화학적 구조에 변화를 주지 않아도 알 수 있다. 그러나, 물리화학을 비롯하여 화학과 물리학의 경계에 놓인 많은 분야에서, 화학적 성질과 물리적 성질의 구별은 과학자의 관점에 따라서 달라진다. 즉, 물질의 특성은 화학적 성질이기도 하지만 물리적 성질이라고도 볼 수 있다.
화학적 성질은 화학적 분류를 하는데 도움을 준다. 또한 미지의 성분이 무엇인지 알아내고, 다른 성분들로부터 분리시킬 때도 이용된다. 재료과학 분야에서는 어떤 물질의 응용을 위해서 그 물질의 화학적 성질을 따진다.

## 화학적 성질의 예
- 산성
- 염기성
- 폭발성
- 산화성
- 환원성
- 가연성

## 같이 보기
- 물리적 성질
- 화학적 구조
- 물질의 특성